# Das höhere Prinzip
Das höhere Prinzip ist ein tschechoslowakischer Spielfilm aus dem Jahr 1960. Die Handlung schildert den Terror des deutschen Besatzungsregimes in der Tschechoslowakei während der Zeit des Nationalsozialismus. Der antifaschistische Film wurde in den Filmstudios Barrandov gedreht. In der Bundesrepublik unterlag er der Filmzensur und durfte bis 1965 wegen „Deutschfeindlichkeit“ nicht gezeigt werden.

## Handlung
Frühjahr 1942: In der kleinen tschechischen Provinzstadt Kostelec ist überall Furcht latent vorhanden, im Konferenzsaal des Gymnasiums ebenso wie im Wohnzimmer des Rechtsanwalts, im Büro des Steuerinspektors genauso wie in der Werkstatt des Sargtischlers und auf den Straßen der Stadt. Dort verkündet eine blecherne Lautsprecherstimme Strafe und Tod, fordert Sühne für das Attentat auf den Reichsprotektor von Böhmen und Mähren, den SS-Obergruppenführer und General der Polizei Reinhard Heydrich (Operation Anthropoid). Der Ausnahmezustand herrscht. Ohnmächtig müssen die Menschen mit ansehen, wie Väter, Brüder und Söhne fortgeschleppt werden als Beute des Erschießungskommandos. Drei Primaner, die durch einen unüberlegten Jungenstreich ins Räderwerk der Rachejustiz geraten sind, werden ebenfalls von der Gestapo verhaftet.
„Das höhere Prinzip“ – so nennen die Primaner den Lateinlehrer Malek, weil dieser immer und überall Senecas Wort vom höheren Prinzip der Moral im Munde führt. Doch der sanfte, fast liebevolle Spott, der sich in diesem Spitznamen ausdrückt, ist nicht berechtigt: Der weltfremde Pädagoge ist der einzige Mensch in der Stadt, der sich – seiner Hilflosigkeit und der Gefahr für das eigene Leben bewusst – gegen das Unrecht auflehnt, das seinen Schülern und seinem Land geschieht. Zu spät kommt sein Vermittlungsversuch – die Schüler enden als Opfer von Denunziation und Terror.

## Kritiken
Der Evangelische Film-Beobachter urteilte nach der deutschen Erstaufführung am 13. Mai 1968 im Programm des Ersten Deutschen Fernsehens (ARD): „Mit Hilfe einer Reihe guter Darsteller und suggestiver Kameraarbeit gelingt Krejcik die exakte Zeichnung der Zeit und ihrer Atmosphäre des Terrors und der Furcht; darum ist dieser Film sehenswert für alle Zuschauer von 16 Jahren an, besonders als Beispiel der Bewußtheit nationalsozialistischer Untaten bei den Menschen unseres Nachbarlandes.“ Auch das Lexikon des internationalen Films zeigt sich voll des Lobes: „Der Film […] ist eindringlich gestaltet, treffend besetzt, atmosphärisch dicht fotografiert.“